# Vincent Regan
 (septembre 2023).
Si vous disposez d'ouvrages ou d'articles de référence ou si vous connaissez des sites web de qualité traitant du thème abordé ici, merci de compléter l'article en donnant les références utiles à sa vérifiabilité et en les liant à la section « Notes et références ».
Vincent Regan est un acteur britannique né le 16 mai 1965. Il est surtout connu pour son rôle du capitaine spartiate Artemis dans le film 300, et celui d'Eudore, fidèle second d'Achille, dans le film Troie.

## Biographie
Vincent Regan est né à Swansea, au Pays de Galles. Il a des racines irlandaises. Adolescent, il part en Irlande avec ses parents, puis en Angleterre, où il étudie au collège Saint-Joseph à Ipswich (Suffolk).

### Vie privée
Il a une fille avec Alexandra Pell, Chloé Regan née en 1991. Depuis 2001, il est marié à l'actrice Amelia Curtis. Ils ont deux enfants, Esme, née en 2006 et Maximilian, né en 2012.

## Filmographie

### Cinéma

#### Longs métrages
- 1994 : Prince noir (Black Beauty) de Caroline Thompson : Un vendeur de chevaux
- 1996 : Hard Men de J.K. Amalou : Tone
- 1998 : B. Monkey de Michael Radford : Johnny Hart
- 1999 : Jeanne d'Arc de Luc Besson : Buck
- 2000 : Ordinary Decent Criminal de Thaddeus O'Sullivan : Shay Kirby
- 2001 : The Point Men de John Glen : Amar Kamil
- 2001 : Le Chevalier Black (Black Knight) de Gil Junger : Perceval
- 2003 : Assassinez Hitler : le major général Gerald Walter Robert Templer
- 2004 : Troie (Troy) de Wolfgang Petersen : Eudore
- 2005 : Danny the Dog de Louis Leterrier : Raffles
- 2007 : 300 de Zack Snyder : Capitaine Artemis
- 2008 : Chroniques d'Erzebeth (Bathory) de Juraj Jakubisko : Ferenc Nádasdy
- 2009 : Espion(s) de Nicolas Saada : Peter Burton
- 2010 : Le Choc des Titans (Clash of the Titans) de Louis Leterrier : Cepheus
- 2010 : Eva d'Adrian Popovici : Tudor
- 2010 : The Big I Am de Nic Auerbach : Barber
- 2010 : Bonded by Blood de Sacha Bennett : Mickey Steele
- 2011 : The Holding de Susan Jacobson : Aden
- 2012 : Ghost Rider 2 : L'Esprit de vengeance (Ghost Rider : Spirit of Vengeance) de Mark Neveldine et Brian Taylor : Toma Nikasevic
- 2012 : Blanche-Neige et le Chasseur (Snow White and the Huntsman) de Rupert Sanders : Duc Hammond
- 2012 : St George's Day de Frank Harper : Albert Ball
- 2012 : Lock Out (Lockout) de James Mather et Stephen St. Leger : Alex
- 2012 : Outside Bet de Sacha Bennett : Jago
- 2013 : Dementamania de Kit Ryan : Nicholas Lemarchand
- 2013 : Vendetta de Stephen Reynolds : Colonel Leach
- 2014 : Top Dog de Martin Kemp : Watson
- 2014 : AB Negative de Neil Horner : A
- 2016 : City of Tiny Lights de Pete Travis : Schaeffer
- 2017 : Le Dîner des vampires (Eat Locals) de Jason Flemyng : Le Duke
- 2017 : The Last Photograph de Danny Huston : Mark
- 2018 : Normandie nue de Philippe Le Guay : Bradley
- 2018 : Tango One de Sacha Bennett : Donovan
- 2019 : Ni une ni deux d'Anne Giafferi : Sean Wilson
- 2019 : Dark Encounter de Carl Strathie : Morgan Anderson
- 2021 : Resurrection de Ciaran Donnelly : Pilate
- 2023 : Luther : Soleil déchu (Luther: The Fallen Sun) de Jamie Payne : Dennis McCage
- 2023 : Aquaman et le Royaume perdu (Aquaman and the Lost Kingdom) de James Wan : Atlan
- 2023 : War of the Worlds : The Attack de Junaid Syed : Curate

#### Courts métrages
- 2010 : de  Copelia de Nic Benns : Bill Brigmann
- 2012 : Love Like Hers de Danny Lacey : Le père
- 2014 : Retrospective de Garrick L. Hamm : Dan Borowski
- 2021 : Free Fall d'Emmanuel Tenenbaum : Mark

### Télévision

#### Séries télévisées
- 1992 : Inspecteur Wexford (The Ruth Rendell Mysteries) : Dr Jim Moss
- 1992 : La brigade du courage (London's Burning) : Don
- 1992 : Inspecteur Frost (A Touch of Frost) : Shelby
- 1992 : Between the Lines : Thomas McMurray
- 1992 : Boon : Robert Cady
- 1993 / 1995 : The Bill : Carl Deakin / Liam Fitzgerald
- 1994 : Médecins de l'ordinaire (Peak Practice) : Peter Doland
- 1994 : Chandler & Co : Chris
- 1994 : Blue Heaven : Barney
- 1994 : 99-1 : Curtis
- 1994 : Moving Story : Jamie
- 1996 : Call Red : Ray Sidley
- 1998 : Invasion : Earth :
- 2001 : Rebel Heart : Tom O'Toole
- 2003 : La Loi de Murphy (Murphy's Law) : Hatcher
- 2003 : Messiah 2 - Rédemption (Messiah 2 : Vengeance Is Mine) : DI David Wilby
- 2003 : 40 : Ken
- 2005 : Empire : Marc Antoine
- 2005 : Les Arnaqueurs VIP (Hustle) : DCI Wells
- 2005 : M.I.T. : Murder Investigation Team : Paul Harris
- 2005 : ShakespeaRe-Told : Duncan Docherty
- 2006 - 2007 : Vie sauvage (Wild at Heart) : Simon Adams
- 2007 : Inspecteur Lewis (Lewis) : David Hayward
- 2007 : Miss Marple (Agatha Christie's Marple) : Mickey Gorman
- 2007 : The Street : Charlie Morgan
- 2009 : Le Prisonnier (The Prisoner) : Numéro 909
- 2009 : Scotland Yard, crimes sur la Tamise (Trial & Retribution) : McGill
- 2010 : Les Enquêtes de l'inspecteur Wallander (Wallander) : Anders Ekman
- 2010 : Mistresses : Chris Webb
- 2010 : MI-5 (Spooks) : Alec White
- 2010 : The Nativity : Hérode
- 2011 : Camelot : Caliburnus, le forgeron de l'épée du roi Arthur
- 2011 : Inspecteur George Gently (George Gently) : Peter Holdaway
- 2011 - 2012 : Scott & Bailey : DCS Dave Murray
- 2012 : Hit and Miss : John
- 2012 : Affaires non classées (Silent Witness) : Détective Superintendent Tom Byrne
- 2012 : Strike Back : Karl Matlock
- 2013 : Hercule Poirot (Agatha Christie's Poirot) : Détective Inspecteur Beate
- 2013 : Flics toujours (New Tricks) : Harry Truman
- 2013 : Starlings : Stephen
- 2014 : The Musketeers : Le Duc de Savoie
- 2014 : Inspecteur Barnaby (Midsomer Murders) : Professeur Philip Hamilton
- 2014 : Silk : DCI Fitzpatrick
- 2014 : D'une vie à l'autre (From There to Here) : Stapleton
- 2014 : Atlantis : Dion
- 2015 : A.D. The Bible Continues : Pilate
- 2015 - 2018 : The Royals : Roi Simon Henstridge
- 2016 : Undercover : Dominic Carter
- 2016 : Hooten and the Lady : Kane
- 2017 : The White Princess : Jasper Tudor
- 2017 - 2018 : Snatch : Chef Superintendent Jones
- 2018 : Les Enquêtes de Vera (Vera) : Michael Glenn
- 2018 - 2019 : Delicious : Mason Elliot
- 2019 : Poldark : Ned Despard[1]
- 2019 : Victoria : Roi Louis Philippe
- 2019 - 2022 : Traces : Phil McAfee
- 2020 : Flesh and Blood : Tony
- 2021 - 2022 : Before We Die : Billy Murdoch
- 2022 : The Bay : Ray Conlon
- 2022 : Agatha Raisin : Monty Jones
- 2023 : One Piece : Monkey D. Garp
- 2024 : House of the Dragon : Rickard Thorne

#### Téléfilms
- 1998 : Jeremiah d'Harry Winer : Roi Sedecia
- 2003 : Killing Hitler de Jeremy Lovering : Major General Gerald Templar
- 2003 : Le planificateur (The Planman) de John Strickland : Détective Sergent Jim Townsend
- 2006 : Low Winter Sun d'Adrian Shergold : Joe Geddes